# Усереднення залізорудного концентрату
Усереднення залізорудного концентрату – технологічний процес перемішування пульпи залізорудного концентрату з концентрацією твердої фази 60-70%. Здійснюється в чанах великого об’єму (бл. 1000-2000 м3) за допомогою механічних перемішувачів. Тривалість перемішування – до 3-6 год. 
Досвід освоєння вузла усереднення на Північному ГЗК показав, що середнє квадратичне відхилення вмісту заліза за 6 год. роботи установки зменшується з 0,65 до 0,25.